# Арбузов, Алексей Николаевич
Алексе́й Никола́евич Арбу́зов (13 [26] мая 1908, Москва, Российская империя — 20 апреля 1986, Москва, СССР) — русский советский драматург. Лауреат Государственной премии СССР (1980).

## Биография
Родился 13 (26 мая) 1908 года в Москве в дворянской семье. Среди его предков был декабрист Антон Арбузов (1797/1798—1843). Отец, Николай Кирович Арбузов был банковским клерком в Санкт-Петербурге, впоследствии разорился. Мать — Надежда Владимировна Мандражи, сестра Инны Владимировны Мандражи — актрисы Малого театра (театра Суворина). Дед Владимир Николаевич Мандражи был дворянином греческого происхождения, внесённым в 3-ю часть Российской Дворянской родословной книги по Херсонской губернии. В 1914 году семья переехала в Петроград, в 1916 году Алексей Арбузов начал учиться в гимназии, однако систематического образования не получил.
Революция 1917 года, голод и болезнь матери, тяжело переживавшей уход мужа к своей первой жене, сделали Алексея сиротой в 11 лет. Мальчик был вынужден бродяжничать и вскоре попал в колонию для трудновоспитуемых. В БДТ Арбузову довелось увидеть спектакль «Разбойники» Ф. Шиллера, который показывали для красноармейцев, уходивших на фронт. Со вступительным словом выступил А. А. Блок. Впечатление Арбузова было настолько сильным, что в этом театре пересмотрел все спектакли, знал весь репертуар.
В 14 лет начал работать статистом в Мариинском театре. В 16 лет поступил в драматическую студию под руководством Павла Гайдебурова, актёра и режиссёра, и по окончании обучения был принят в труппу руководимого Гайдебуровым Передвижного театра. Весной 1928 года Арбузов покинул театр, чтобы создать вместе с группой молодых актёров свой «Цех экспериментальной драмы». После его распада принял участие в организации театра на колёсах (агитвагона), который ездил со спектаклями по малым городам России. Собственного драматурга театр не имел, поэтому Арбузов сам взялся за перо. Первая многоактная пьеса «Класс» была поставлена в Ленинграде, но не имела успеха.
После провала Арбузов уехал в Москву и поступил в Театр имени Мейерхольда. Вскоре стал заведующим литературным отделом Театра Пролеткульта; поскольку это был театр малых форм, Арбузов писал для него агитационные обозрения.
В 1939 году вместе с В. Н. Плучеком организовал Московскую театральную студию, более известную как «Арбузовская студия». С началом Великой Отечественной войны студия была преобразована во фронтовой театр и прекратила своё существование после окончания войны.
Первой по-настоящему успешной пьесой Алексея Арбузова стала «Таня», написанная в 1939 году и в том же году поставленная Андреем Лобановым в Театре Революции, с Марией Бабановой в главной роли. В дальнейшем «Таня», как в первой редакции, так и во второй (1946 года), ставилась едва ли не во всех театрах страны и принесла широкое признание автору
Пьесы Алексея Арбузова ставили во многих странах мира, а в СССР буквально не сходили со сцены («Иркутская история» сыграна более 9000 раз только в 1960—1961 годах). Многие эксперименты Арбузова в области формы свидетельствуют о влиянии Теннесси Уильямса и Джона Осборна.
Государственная премия СССР (1980) — «за пьесы последних лет».
Умер 20 апреля 1986 года. Похоронен в Москве на Кунцевском кладбище.

## Семья
- Первая жена — Татьяна Евтеева (1903—1978), актриса, впоследствии жена писателя Константина Паустовского (1892—1968). Ей посвящена арбузовская пьеса «Таня»[6]
  - Дочь Галина (1935) — кинокритик и кинодраматург, постоянный соавтор Владимира Железникова
- Вторая жена — Анна Богачёва, актриса (1918 — ?). Написала мемуары «Моя жизнь рядом с драматургом Арбузовым».
  - Дочь Варвара Арбузова-Кулиш (1940) — продюсер, жена кинорежиссёра Саввы Кулиша, президент Независимого экспериментального центра культуры и информации имени Саввы Кулиша (закрыт в 2001 году).
  - Сын Кирилл Арбузов (1950) — актёр, театровед и литератор, кандидат искусствоведения.
- Третья жена — Маргарита Лифанова (1926—2007) — советская и российская актриса театра и кино. Первая жена режиссёра Е. Симонова.

## Пьесы
- «Класс» (1930) («Большая жизнь»)
- «Шестеро любимых» (1935, перераб. 1958).
- «Дальняя дорога» (1935).
- «Счастливый дозор» (1935)
- «Таня» (1938, перераб. 1947). До 1956 эта пьеса была поставлена 1000 раз. Прибегая к большим временным интервалам между сценами, Арбузов показывает превращение влюблённой студентки во взрослую сознательную женщину-врача. В первом варианте пьесы именно этот образ взрослой Тани обладал недостаточной убедительностью, поэтому в 1947 году Арбузов переработал пьесу.[5]
- «Город на заре» (1940, перераб. 1957)
- «Неожиданная осень» (1942, под загл. «Бессмертный», в соавторстве с А. Гладковым; перераб. 1965)
- «Домик на окраине» (1943, под загл. «Домик в Черкизове»; перераб. 1954)[7]
- «Встреча с юностью» (1948)
- «Годы странствий» (1950, под загл. Ведерников, перераб. 1954 и 1980)
- «Европейская хроника» (1952)
- «Накануне» (1955, по роману И. С. Тургенева)
- «Двенадцатый час» (1959, перераб. 1980)
- «Иркутская история» (1959) — в 1959—1964 была сыграна более 9000 раз.
- «Ночь перед бессмертием» (1959)
- «Потерянный сын» (1960)
- «Нас где-то ждут…» (1962)
- «И вновь — встреча с юностью» (1964)
- «Мой бедный Марат» (или «Не бойся быть счастливым», 1965, перераб. 1980): действие происходит во время блокады Ленинграда, автор использует типичное для него растяжение действия на многие годы (с 1965—1969 — 3 253 постановки)
- «Ночная исповедь» (1967)
- «Счастливые дни несчастливого человека» (1968)
- «Сказки Старого Арбата» (1970) — в 1970—1973 была сыграна 1 827 раз. Арбузов вывел на сцену своего ровесника — шестидесятилетнего художника, создающего куклы. Любовь этого героя к двадцатилетней девушке и его отношения с сыном и другом автор в несколько абстрактном плане использует для изложения философии старения и жизни.[5]
- «Выбор» (1971)
- «В этом милом старом доме» (или «Некоторые огорчения», 1972)
- «Моё загляденье» (1972) (или «Хорошо жить Васе!…», 1968)
- «Вечерний свет» (1974)
- «Старомодная комедия» (1975)
- «Ожидание» (1976)
- «Жестокие игры» (1978). Действие пьесы разворачивается на нефтяных месторождениях Западной Сибири и в Москве. Автор с тревогой показывает, насколько легко необдуманные действия каждого человека могут нанести серьёзный урон другому человеку — в том числе и нравственный.[5]
- «Воспоминания» (1981)
- «Победительница» (1983).
- «Виноватые» (1984)

## Сценарии к фильмам
- Таня (1974)
- Старомодная комедия (1978)
- Сказки… сказки… сказки старого Арбата (1982)